# مارک پاجاک
مارک پاجاک (انگلیسی: Marek Pająk؛ زادهٔ ۲۶ نوامبر ۱۹۷۷) موسیقی‌دان اهل لهستان است. وی از سال ۱۹۹۸ میلادی تاکنون مشغول فعالیت بوده است.